# Tchistopol
Tchistopol (en russe : Чистополь) ou Tchistaï (en tatar : Чистай, Çistay ; en tchouvache : Чистай) est une ville de la république du Tatarstan, en Russie. Sa population s'élevait à 60 564 habitants en 2017.

## Géographie
Tchistopol est située sur la rive gauche de la Kama, qui commence à s'élargir pour former le réservoir de Kouïbychev. Elle se trouve à 108 km au sud-est de Kazan, à 122 km à l'ouest-sud-ouest de Naberejnye Tchelny et à 820 km à l'est de Moscou.

## Histoire
La ville est née au début du XVIIIe siècle sous le nom de Tchistoïe. C'était d'abord un village, peuplé de 1 000 habitants au recensement de 1763. Sa principale activité était la culture des céréales. En 1781, Tchistoïe reçut le statut de ville. Elle se développa au cours du siècle suivant en un important centre de commerce de céréales dans la région de la Volga, puis s'est industrialisée. Du 21 février 1952 au 30 avril 1953, Tchistopol fut la capitale administrative de l'éphémère oblast de Tchistopol, créée dans le cadre d'une réforme du découpage administratif des grandes républiques socialistes soviétiques autonomes de la RSFS de Russie. À noter la présence de Vostok, une des principales usines de l'ancienne industrie horlogère soviétique. Depuis la chute du régime communiste, la marque et son usine font partie des rares rescapés de l'horlogerie russe, au même titre que Raketa et Molniya.

## Population
Recensements (*) ou estimations de la population
| 1856  | 1897*  | 1926*  | 1939*  | 1959*  | 1970*  | 1979*  |
| ----- | ------ | ------ | ------ | ------ | ------ | ------ |
| 9 900 | 20 104 | 17 502 | 31 973 | 51 864 | 60 005 | 64 285 |

| 1989*  | 2002*  | 2010*  | 2014   | 2015   | 2016   | 2017   |
| ------ | ------ | ------ | ------ | ------ | ------ | ------ |
| 65 468 | 63 029 | 60 755 | 61 092 | 61 110 | 60 949 | 60 564 |

## Personnalités
- Alexandre Boutlerov (1828-1886), chimiste
- Sofia Goubaïdoulina (1931-2025), compositrice